# Lars Sten
Lars (Laurentius) Peterson Sten, död 10 januari 1760 i Stockholm, var en svensk fajansmålare.
Sten var gift med Anna Persdotter och bror till Mariebergsfabrikens konstnärlige ledare Henrik Sten. Han var anställd som fajansmålare vid Rörstrands porslinsfabrik. Få av hans arbeten har identifierats, men man vet att han målade den bevarade karotten i blå camaïeu dekorerad med en fågel och solskärm som är signerad 1752 samt en tallrik med samma mönster signerad 1761.